# Austrolimnophila (Austrolimnophila) eutaeniata
Austrolimnophila (Austrolimnophila) eutaeniata is een tweevleugelige uit de familie steltmuggen (Limoniidae). De soort komt voor in het Neotropisch gebied.